# 佐々木田鶴子
佐々木 田鶴子（ささき たづこ、1942年5月25日 - 2016年3月20日）は、日本の児童文学翻訳家、作家。

## 略歴
香川県生まれ。早稲田大学第一文学部東洋史学科卒業。ドイツに6年あまり滞在し、ミュンヘン国際児童図書館日本部門の設立に関わる。帰国後、ドイツ児童文学を多数翻訳した。

## 著書
- 『おつかいおつかい』（木村かほる絵、偕成社） 1993
- 『たからものみーつけた』（木村かほる絵、偕成社） 1996
- 『クッキーたべたのだあれ?』（木村かほる絵、偕成社） 1994

## 翻訳
- 『ぼくのさんりんしゃ』（トラウテ=ジーモンス作、スージー=ボーダル絵、偕成社） 1982
- 『りんごどろぼうはだーれ?』（ジーグリット=ホイック作・絵、偕成社、絵もじなぞとき絵本） 1982
- 『ケルンのこびと』（アウグスト・コーピッシュ文、ゲアハルト・オーバーレンダー絵、ほるぷ出版） 1983
- 『ねことわたしのねずみさん』（スージー=ボーダル、偕成社） 1983
- 『あるきだしたゆきだるま』（ミラ=ローベ、偕成社） 1984
- 『もじゃもじゃペーター』（ハインリッヒ・ホフマン、ほるぷ出版） 1985
- 『マックスとモーリッツ』（ヴィルヘルム・ブッシ、ほるぷ出版） 1986
- 『おじいさんの小さな庭』（ゲルダ・マリー・シャイドル、西村書店） 1987
- 『花のメルヘン』（エルンスト・クライドルフ、ほるぷ出版） 1987
- 『きりのまちのステパン』（アルカディオ・ロバート、DEMPA/ペンタン） 1988
- 『リサの小さなともだち』（ジョック・カール文、バーナデット・ワッツ絵、西村書店） 1988
- 『かかしのペーター』（バーナデット・ワッツ文と絵、西村書店） 1989
- 『ぼくの庭ができたよ』（ゲルダ・ミューラー、文化出版局） 1989
- 『お月さまをめざして』（ゲルダ・ワーグナー文、リロ・フロム絵、ほるぷ出版） 1990
- 『しりたがりやの子ぶたのルルちゃん』（エベリーネ=ハースラー、講談社） 1990
- 『ちびのハイイロガン のろまなちびくんのお話』（ハンナ=ヨハンセン、講談社） 1990
- 『空からおちてきた王子 メルヘン・ロマン』（クリスティーネ・ネストリンガー、ほるぷ出版） 1991
- 『小さい人と大きい人ととても大きい人のゆかいなおはなし』（クラウス・コルドン文、マリー・ジョゼ・サクレ絵、ペンタン） 1991
- 『小さなまほうつかいと大きな木』（アルカディオ・ロバート、ペンタン） 1991
- 『あっ、ちぢんじゃった』（レナーテ=ヴェルシュ、講談社） 1992
- 『おひめさまのけっこん』（ラッセル・ジョンソン文、バーナデット・ワッツ絵、西村書店） 1992
- 『ぼくたちのかしの木』（ゲルダ・ミューラー、文化出版局） 1992
- 『リベックじいさんのなしの木』（テオドール・フォンターネ、ペンタン） 1992
- 『あかいボール』（マティアス・カール、DEMPA/ペンタン） 1993
- 『きいろい花見つけた』（レナーテ・シュップ、DEMPA/ペンタン） 1993
- 『ホッホーくんのおるすばん』（アンゲラ・ゾンマー=ボーデンブルク、偕成社） 1993
- 『クリスマスのぎんのすず』（ロルフ・クレンツァー文、マーヤ・デュシコーヴァ絵、DEMPA/ペンタン） 1994
- 『クララをいれてみんなで6人』（ペーター・ヘルトリング、偕成社） 1995
- 『南の国へおもちゃの旅』（ハンス・ウルリッヒ・シュテーガー、童話館出版） 1996
- 『ウーちゃんケロちゃんのじてんしゃっていいやつだ!』（マティアス・ゾトケ、偕成社） 1997
- 『ウーちゃんケロちゃんのにんじんたべてみる?』（マティアス・ゾトケ、偕成社） 1997
- 『テレビおじさん』（クリスティーネ・ネストリンガー、偕成社、チア・ブックス） 1997
- 『ねずみのヨーニーどんないろ?』（イングリート・オストヘーレン文、アニエス・マチウ絵、講談社） 1997
- 『マルチンとかぼちゃおばけのまほうのたね』（イングリート・オストヘーレン、あかね書房） 1999
- 『ラウラとふしぎなたまご』（ビネッテ・シュレーダー文・絵、岩波書店） 2000
- 『なまけものの王さまとかしこい王女のお話』（ミラ・ローベ、徳間書店） 2001
- 『お星さまをみつめて』（ジーグリット・ツェーフェルト、講談社） 2003
- 『すてられたいぬ』（カーチア・ゲーアマン、講談社、世界の絵本） 2003
- 『美女と野獣』（ボーモン夫人、岩波書店） 2004
- 『友だちになろうよ、バウマンおじさん』（ピート・スミス、あかね書房） 2005
- 『ちび魔女メルフィー ドジはせいこうのもと』（アンドレアス・シュリューター、旺文社） 2006
- 『忘れても好きだよおばあちゃん!』（ダグマー・H・ミュラー、あかね書房） 2006
- 『1+1=2 たんじょうびにともだちなんびきくるかな?』（リュボスラウ・パリョ、小学館） 2007
- 『グリム童話集』（岩波少年文庫） 2007
- 『はっぱをつかまえて!』（オーレ・クネッケ、ほるぷ出版） 2009
- 『おばあちゃんがいなくなっても…』（ルーシー・シャーレンベルク、あかね書房） 2010
- 『バッタさんのきせつ』（エルンスト・クライドルフ、ほるぷ出版） 2012

### イワン・ガンチェフ
- 『あしたはわたしのたんじょうび』（イワン=ガンチェフ作・絵、偕成社） 1982
- 『こうのとりぼうやはじめてのたび』（イワン=ガンチェフ作・絵、偕成社） 1985
- 『おかのうえのおおきな木』（ディミター・インキオフ文、イワン・ガンチェフ絵、ペンタン） 1992
- 『お日さまとお月さまのじまんくらべ』（イワン・ガンチェフ、ペンタン） 1992

### 「ちびくまくん」シリーズ
- 『ちびくまくんの夜のぼうけん』（イングリート=ユーベ、偕成社） 1988
- 『ちびくまくんの森のぼうけん』（イングリート=ユーベ、偕成社） 1990
- 『かぜをひいたちびくまくん』（イングリート=ユーベ、偕成社） 1991
- 『ちびくまくん学校へいく』（イングリート=ユーベ、偕成社） 1992
- 『ちびくまくんのたんじょう日』（イングリート=ユーベ、偕成社） 1992
- 『ちびくまくんといもうとララ』（イングリート・ユーベ、偕成社、ドイツのどうぶつ幼年童話） 1997

### 「こちらB組探偵団」シリーズ
- 『サーカスの警報』（ステファン=ボルフ、偕成社、Kノベルス、こちらB組探偵団1） 1988
- 『赤ちゃんが消えた』（ステファン=ボルフ、偕成社、Kノベルス、こちらB組探偵団2） 1989
- 『SOS! こちら学校』（ステファン=ボルフ、偕成社、Kノベルス、こちらB組探偵団3） 1989
- 『深夜の幽霊ドライバー』（ステファン=ボルフ、偕成社、Kノベルス、こちらB組探偵団4） 1989
- 『悪魔のトンネル』（ステファン=ボルフ、偕成社、Kノベルス、こちらB組探偵団5） 1990
- 『エジプト秘宝をまもれ』（ステファン=ボルフ、偕成社、Kノベルス、こちらB組探偵団6） 1991

### ミヒャエル・エンデ
- 『まほうのスープ』（ミヒャエル・エンデ、岩波書店） 1991
- 『サンタ・クルスへの長い旅』（ミヒャエル・エンデ、岩波書店） 1993
- 『テディベアとどうぶつたち』（ミヒャエル・エンデ、岩波書店） 1994

### ゲルダ・ヴァーゲナー
- 『うさくんのともだち』（ゲルダ・ヴァーゲナー文、マリー・ジョゼ・サクレ絵、ペンタン） 1991
- 『おひめさまと小さいおとうと』（ゲルダ・ヴァーゲナー、DEMPA/ペンタン） 1993
- 『うさくんのあたらしいともだち』（ゲルダ・ヴァーゲナー文、マリー=ジョゼ・サクレ絵、DEMPA/ペンタン） 1994

### エアハルト・ディートル
- 『ゴミおばけ町を大そうじ?』（エアハルト・ディートル作・絵、偕成社） 1994
- 『おおきくなったらね!』（エアハルト・ディートル、偕成社） 1995
- 『ゴミおばけ火をはくいすで学校へ』（エアハルト・ディートル作・絵、偕成社） 1995
- 『ゴミおばけのおひっこし』（エアハルト・ディートル作・絵、偕成社） 1996

### 「3びきのこぐまベン・ヤン・ヨーン」
- 『こねこのなまえは…?』（マックス・ボリガー文、ヴラスタ・バラーンコヴァー絵、講談社の翻訳絵本、「3びきのこぐまベン・ヤン・ヨーン」） 1997
- 『こまった!ちいさなおきゃくさん』（マックス・ボリガー文、ヴラスタ・バラーンコヴァー絵、講談社の翻訳絵本、「3びきのこぐまベン・ヤン・ヨーン」） 1997
- 『ひみつのかくしあじ』（マックス・ボリガー文、ヴラスタ・バラーンコヴァー絵、講談社の翻訳絵本、「3びきのこぐまベン・ヤン・ヨーン」） 1997
- 『ぶちじゃないもん』（マックス・ボリガー文、ヴラスタ・バラーンコヴァー絵、講談社の翻訳絵本、「3びきのこぐまベン・ヤン・ヨーン」） 1997

### 「フレディ」シリーズ
- 『フレディ 世界でいちばんかしこいハムスター』（ディートロフ・ライヒェ、旺文社） 2001
- 『フレディ 2 世界でいちばんねらわれたハムスター』（ディートロフ・ライヒェ、旺文社） 2001
- 『フレディ 3 ハムスター救出大作戦』（ディートロフ・ライヒェ、旺文社） 2002
- 『フレディ 4 ハムスターとゆうれいの大決戦』（ディートロフ・ライヒェ、旺文社) 2004
- 『フレディ 5 ハムスターのタイムトラベル大冒険』（ディートロフ・ライヒェ、旺文社) 2004

### 「プロイスラーの昔話」
- 『地獄の使いをよぶ呪文 悪魔と魔女の13の話』（オトフリート・プロイスラー、小峰書店、プロイスラーの昔話） 2003
- 『真夜中の鐘がなるとき 宝さがしの13の話』（オトフリート・プロイスラー、小峰書店、プロイスラーの昔話） 2003
- 『魂をはこぶ船 幽霊の13の話』（オトフリート・プロイスラー、小峰書店、プロイスラーの昔話） 2004

### フランツ=ヨーゼフ・ファイニク
- 『わたしの足は車いす』（フランツ=ヨーゼフ・ファイニク、あかね書房） 2004
- 『見えなくてもだいじょうぶ?』（フランツ=ヨーゼフ・ファイニク、あかね書房） 2005
- 『わたしたち手で話します』（フランツ=ヨーゼフ・ファイニク、あかね書房） 2006

### 「キッカーズ!」シリーズ
- 『モーリッツの大活躍』（フラウケ・ナールガング、小学館、キッカーズ! 1） 2006
- 『ニコの大ピンチ』（フラウケ・ナールガング、小学館、キッカーズ! 2) 2006
- 『小学校対抗サッカー大会』（フラウケ・ナールガング、小学館、キッカーズ! 3） 2006
- 『仲間われの危機』（フラウケ・ナールガング、小学館、キッカーズ! 4) 2007
- 『練習場が見つからない』（フラウケ・ナールガング、小学館、キッカーズ! 5) 2007
- 『めざせ、優勝だ!』（フラウケ・ナールガング、小学館、キッカーズ! 6) 2007

## 参考
- http://bookweb.kinokuniya.co.jp/htm/4593505372.html
- 『文藝年鑑2011』